# Owusu Kwabena
Owusu Kwabena est un footballeur international ghanéen né le 18 juin 1997 à Accra. Il joue au poste d'attaquant.

## Carrière

### En club
Né à Accra, il part en Espagne en 2016 où il est prêté au CD Toledo. Il joue son premier match avec les seniors le 31 août 2016 en entrant à la seconde période contre l'Unión Balompédica Conquense en coupe du Roi. Il marque à l'occasion son premier but. 
Le 23 juillet 2017, il signe pour cinq ans en faveur du CD Leganès. Une semaine après, il est prêté au Real Oviedo. Il joue son premier match le 9 septembre 2017 en entrant en cours du jeu lors du déplacement face au Real Sporting de Gijón (1-1). Le 3 janvier 2018, il est prêté au FC Cartagena. 
Le 24 juillet 2018, il est prêté à Salamanca CF en troisième division. Le 21 août 2019, il est prêté à Córdoba CF.

### En sélection
Il joue son premier match avec le Ghana le 15 juin 2019 lors d'une rencontre amicale contre l'Afrique du Sud. Il fait partie du groupe qui a disputé la coupe d'Afrique des nations 2019.